# Campeonato Brasileiro de Futebol de 1981 - Série C
A Série C do Campeonato Brasileiro de Futebol de 1981 foi a primeira edição do Campeonato Brasileiro da Série C, chamada na época de Taça de Bronze, disputado por 24 equipes. O Olaria foi o campeão.
A competição só voltaria a ser disputada em 1988, com o nome de Divisão de Acesso, porque apenas em 1988 que o Campeonato Brasileiro voltaria a contar com o sistema de divisões, típico de campeonatos nacionais na maioria dos países.

## O Torneio e os participantes
A Confederação Brasileira de Futebol previu a competição com seus 24 clubes, onde os estados do Rio de Janeiro e São Paulo teriam duas vagas cada, mais um clube de cada um dos outros 20 estados, que inicialmente apontariam seus representantes via seletiva. A maior parte das federações realizou essa seletiva estadual.
Porém, algumas federações não demonstraram interesse ou simplesmente agiram contra a participação dos seus clubes na competição, a exemplo dos clubes "pequenos" do estado de São Paulo que foram convidados a se retirar por Nabi Abi-Chedid, então presidente da Federação Paulista de Futebol, a despeito da seletiva paulista que havia sido realizada, ficando a competição sem clubes do referido estado. A Confederação Brasileira de Futebol chegou a mencionar e criticar tal atitude em uma carta aberta veiculada na Revista Placar.
Outros clubes também não tiveram interesse em participar da competição e acabaram passando a vaga adiante, caso do Atlético Paranaense, que preferiu desmontar seu elenco a participar da competição que foi classificada como algo "humilhante".

### Regulamento
Na primeira fase ocorreram 12 confrontos eliminatórios em jogos de ida e volta, com jogo desempate, caso necessário.
Na segunda fase, as 12 equipes classificadas foram novamente dispostas em confrontos eliminatórios, desta vez sem os jogos de desempate, com o clube de melhor campanha sendo o classificado em caso de resultados iguais.
Na terceira fase os 6 clubes classificados foram divididos em dois grupos de três componentes, cabendo ao campeão de cada grupo a classificação para a final da Taça de Bronze de 1981.
| Equipe                 | Cidade               | Estádio                                | UF |
| ---------------------- | -------------------- | -------------------------------------- | -- |
| América-AM             | Manaus               | Vivaldo Lima                           | AM |
| Atlético de Alagoinhas | Alagoinhas           | Carneirão                              | BA |
| Auto Esporte-PB        | João Pessoa          | Evandro Lélis                          | PB |
| Baraúnas               | Mossoró              | Nogueirão                              | RN |
|                        |                      |                                        |    |
| Capelense              | Capela               | Estádio Manoel Moreira                 | AL |
| A.A. Colatina          | Colatina             | Municipal de Colatina                  | ES |
|                        |                      |                                        |    |
| Corumbaense            | Corumbá              | Arthur Marinho                         | MS |
| Dom Bosco              | Cuiabá               | Dutrinha                               | MT |
| Figueirense            | Florianópolis        | Estádio Orlando Scarpelli              | SC |
| Guarani de Divinópolis | Divinópolis          | Farião                                 | MG |
| Izabelense             | Santa Izabel do Pará | Estádio Edilson Abreu                  | PA |
| Icasa E.C.             | Juazeiro do Norte    | Arena Romeirão                         | CE |
| Itumbiara              | Itumbiara            | Estádio Municipal Juscelino Kubitschek | GO |
| Joaçaba EC             | Joaçaba              | Estádio Oscar Rodrigues da Nova        | SC |
| Madureira              | Rio de Janeiro       | Conselheiro Galvão                     | RJ |
| Matsubara              | Cambará              | Regional de Cambará                    | PR |
| Moto Club              | São Luís             | Nhozinho Santos                        | MA |
| Olaria                 | Rio de Janeiro       | Rua Bariri                             | RJ |
| Paranavaí              | Paranavaí            | Felipão                                | PR |
| Piauí                  | Teresina             | Lindolfo Monteiro                      | PI |
| Santo Amaro            | Recife               | Estádio Agamenón Rodrigues             | PE |
| S.E. São Borja         | São Borja            | Vicentão                               | RS |
| Sergipe                | Aracaju              | Arena Batistão                         | SE |
| Taguatinga             | Taguatinga           | Serejão                                | DF |

## Primeira fase
| Equipe 1    | Total       | Equipe 2     | Ida | Volta | Extra |
| ----------- | ----------- | ------------ | --- | ----- | ----- |
| Alagoinhas  | 0–0 (4−3 p) | Capelense    | 0–0 | 0–0   | 0-0   |
| Corumbaense | 3-4         | Dom Bosco    | 0-1 | 3-3   | -     |
| Santo Amaro | 4-3         | Auto Esporte | 1-0 | 3-3   | -     |
| Matsubara   | 0-1         | Figueirense  | 0-1 | 0-0   | -     |
| Izabelense  | 4-4 (2−0 p) | América-AM   | 2-0 | 2-4   | 0-0   |
| Colatina    | 2-4         | Olaria       | 1-3 | 1-1   | -     |
| São Borja   | 3-1         | Joaçaba EC   | 0-0 | 3-1   | -     |
| Baraúnas    | 4-1         | Icasa        | 1-0 | 3-1   | -     |
| Taguatinga  | 1-3         | Itumbiara    | 1-0 | 0-3   | -     |
| Guarani-MG  | 3-1         | Sergipe      | 1-0 | 2-1   | -     |
| Moto Club   | 1-5         | Piauí        | 1-0 | 0-5   | -     |
| Madureira   | 1-6         | Paranavaí    | 0-1 | 1-5   | -     |

## Segunda fase
| Equipe 1    | Total      | Equipe 2   | Ida | Volta |
| ----------- | ---------- | ---------- | --- | ----- |
| Itumbiara   | 2-4        | Dom Bosco  | 1-3 | 1-1   |
| Santo Amaro | 2-1        | Baraúnas   | 1-1 | 1-0   |
| Olaria      | 3-0        | Paranavaí  | 2-0 | 1-0   |
| Alagoinhas  | 3-3 (M.C.) | Guarani-MG | 2-1 | 1-2   |
| Figueirense | 1-3        | São Borja  | 1-0 | 0-3   |
| Izabelense  | 1-0        | Piauí      | 1-0 | 0-0   |

- M.C. - O classificado garantiu o direito por ter a melhor campanha na competição.

## Terceira fase

### Grupo A
Na primeira rodada, São Borja enfrentou o Olaria, ganhando pelo placar de 2–0. Na 2ª rodada, Olaria enfrentou o Dom Bosco, ganhando pelo placar de 2–0. Na 3ª rodada, Dom Bosco empatou com o São Borja pelo placar de 2–2. Na 4ª rodada, Olaria ganhou do São Borja pelo placar de 1–0. Na 5ª rodada, Dom Bosco ganhou do Olaria pelo placar de 1–0, mesmo assim, os cariocas se classificaram à final. Na última rodada, um empate entre São Borja e Dom Bosco sem gols.
| Pos | Equipe    | Pts | J | V | E | D | GP | GC | SG | Classificado |     | OLA | SBO | DBO |
| --- | --------- | --- | - | - | - | - | -- | -- | -- | ------------ | --- | --- | --- | --- |
| 1   | Olaria    | 4   | 4 | 2 | 0 | 2 | 3  | 3  | 0  | Próxima fase |     | —   | 1–0 | 2–0 |
| 2   | São Borja | 4   | 4 | 1 | 2 | 1 | 4  | 3  | +1 |              |     | 2–0 | —   | 0–0 |
| 3   | Dom Bosco | 4   | 4 | 1 | 2 | 1 | 3  | 4  | −1 |              | 1–0 | 2–2 | —   |     |

### Grupo B
| Pos | Equipe      | Pts | J | V | E | D | GP | GC | SG | Classificado |     | SAM | IZA | GUA |
| --- | ----------- | --- | - | - | - | - | -- | -- | -- | ------------ | --- | --- | --- | --- |
| 1   | Santo Amaro | 5   | 4 | 2 | 1 | 1 | 3  | 1  | +2 | Próxima fase |     | —   | 1–0 | 2–0 |
| 2   | Izabelense  | 4   | 4 | 2 | 0 | 2 | 4  | 4  | 0  |              |     | 1–0 | —   | 2–1 |
| 3   | Guarani-MG  | 3   | 4 | 1 | 1 | 2 | 3  | 5  | −2 |              | 0–0 | 2–1 | —   |     |

## Final
Jogo de Ida
- 25 de Abril de 1981 - Olaria  4-0  Santo Amaro - Estádio Marechal Hermes (Rio de Janeiro, )

A primeira partida aconteceu em Marechal Hermes (antigo estádio do Botafogo). O "azulão" abriu a contagem aos 15 minutos do 1º tempo com Chiquinho. Os demais gols só foram sair após os 14 minutos do 2º tempo com Zé Ica e Leandro, que marcou dois, fechando o placar e a boa vantagem pro segundo jogo.
Jogo de volta
- 1º de Maio de 1981 - Santo Amaro  1-0  Olaria - Estádio do Arruda (Recife, )

O jogo de retorno foi realizado no dia do Trabalhador, em Recife, no Estádio do Arruda (grande palco esportivo pertencente ao Santa Cruz). Por conta da data comemorativa a partida foi realizada com "portões abertos". A partida se manteve em 0 a 0 até estar faltando 10 minutos para o fim do tempo regulamentar, quando Derivaldo, aos 35 minutos do 2º tempo, fez o único gol da partida em favor do Santo Amaro. O resultado foi insuficiente para reverter a vantagem do Olaria, que acabou se consagrando campeão da Taça de Bronze.

### Campeão
O campeão da primeira edição da Terceira Divisão do Campeonato Brasileiro foi o Olaria, clube carioca do bairro homônimo, na zona norte do Rio de Janeiro. Para ser campeão o clube disputou 10 partidas onde obteve 6 vitórias, 1 empate e 3 derrotas. A equipe marcou 13 gols, sendo que o centro-avante Leandro e o ponta-esquerda Zé Ica foram os artilheiros da equipe, cada um marcando 4 gols. 
Porem, nem tudo foi comemoração e ao final da competição a conta chegou e o clube se viu endividado, com um rombo de Cr$600 mil, com seus jogadores não vendo a hora de sair e os dirigentes se desdobrando para pagar os prêmios e as dividas. Fato curioso destes momentos do clube azulino é que um de seus atletas, Ricardo, recebeu uma proposta do Betis(tradicional clube de Sevilha, na Espanha) e simplesmente recusou.
| Campeão Brasileiro de 1981 Série C |
| Rio de Janeiro                     |
| ---------------------------------- |
| Olaria Atlético Clube (1º título)  |

## Classificação Final
| Time | Time                   | PG | J  | V | E | D | GP | GC | SG |
| --- | ---------------------- | -- | -- | - | - | - | -- | -- | -- |
| 1 | Olaria                 | 19 | 10 | 6 | 1 | 3 | 14 | 6  | +8 |
| 2 | Santo Amaro            | 19 | 10 | 5 | 4 | 1 | 11 | 9  | +2 |
| 3 | Dom Bosco              | 13 | 8  | 3 | 4 | 1 | 11 | 9  | +2 |
| 4 | Guarani-MG             | 13 | 8  | 4 | 1 | 3 | 9  | 9  | 0  |
| 5 | São Borja              | 12 | 8  | 3 | 3 | 2 | 10 | 5  | +5 |
| 6 | Izabelense             | 10 | 8  | 2 | 4 | 2 | 9  | 9  | 0  |
| 7 | Baraúnas               | 7  | 4  | 2 | 1 | 1 | 5  | 3  | +2 |
| 8 | Figueirense            | 7  | 4  | 2 | 1 | 1 | 2  | 3  | -1 |
| 9 | Paranavaí              | 6  | 4  | 2 | 0 | 2 | 6  | 4  | +2 |
| 10 | Atlético de Alagoinhas | 5  | 4  | 1 | 2 | 1 | 3  | 3  | 0  |
| 11 | Piauí                  | 4  | 4  | 1 | 1 | 2 | 5  | 2  | +3 |
| 12 | Itumbiara              | 4  | 4  | 1 | 1 | 2 | 5  | 5  | 0  |
| 13 | América-AM             | 3  | 2  | 1 | 0 | 1 | 4  | 4  | 0  |
| 14 | Taguatinga             | 3  | 2  | 1 | 0 | 1 | 1  | 3  | -2 |
| 15 | Moto Clube             | 3  | 2  | 1 | 0 | 1 | 1  | 5  | -4 |
| 16 | Capelense              | 2  | 2  | 0 | 2 | 0 | 0  | 0  | 0  |
| 17 | Auto Esporte           | 1  | 2  | 0 | 1 | 1 | 3  | 4  | -1 |
| 18 | Corumbaense            | 1  | 2  | 0 | 1 | 1 | 3  | 4  | -1 |
| 19 | Matsubara              | 1  | 2  | 0 | 1 | 1 | 0  | 1  | -1 |
| 20 | Colatina               | 1  | 2  | 0 | 1 | 1 | 2  | 4  | -2 |
| 21 | Joaçaba                | 1  | 2  | 0 | 1 | 1 | 1  | 3  | -2 |
| 22 | Sergipe                | 0  | 2  | 0 | 0 | 2 | 1  | 3  | -2 |
| 23 | Icasa                  | 0  | 2  | 0 | 0 | 2 | 1  | 4  | -3 |
| 24 | Madureira              | 0  | 2  | 0 | 0 | 2 | 1  | 6  | -4 |
| PG – Pontos ganhos; J – Jogos disputados; V - Vitórias; E - Empates; D - Derrotas; GP – Gols pró; GC – Gols contra; SG – Saldo de gols |                        |    |    |   |   |   |    |    |    |

Classificação
|  |                             |
|  | Campeão do campeonato       |
|  | Vice-campeão do campeonato  |
|  | Eliminados na Terceira Fase |
|  | Eliminados na Segunda Fase  |
|  | Eliminados na Primeira Fase |